# Önarckép a Sárga Krisztussal
Az Önarckép a Sárga Krisztussal (Portrait de l'artiste au Christ jaune) Paul Gauguin önarcképe.
A művész 1890–1891-ben, első tahitii útja előtt készítette a képet. Ebben az időben a festő a félreértés, az el nem ismertség gondjával, felesége és gyermekei Dániába költözésével küzdött. Kudarcként élte meg, hogy nem sikerült szereznie hivatalos állást a francia gyarmatokon.
A festmény egy hármas önarckép, egyfajta művészi kiáltvány, amely Gauguin személyiségének különböző oldalait ábrázolja. Középen a művész látható, átható tekintete problémáinak terhéről és arról az elhatározásáról árulkodik, hogy művészete révén fog megküzdeni vele. Jobb válla felett a Sárga Krisztus lóg a falon, amelyet 1889-ben festett saját arcvonásaival ábrázolva Jézust. A másik válla feletti polcon egy kerámiaedény, a Groteszk fej áll, amelyet a művész úgy jellemzett, mint a barbár Gauguin feje. A két műalkotás esztétikai és szimbolikus értelemben is ellentéte egymásnak.
A keresztere feszített Jézus bal karja, védelmező gesztussal a festő feje fölé nyúlik. A Gauguin által fétisszerűen használt sárga szín kontrasztban van a kerámia sötétvörösével. Az edényben a Jézus által sugalmazott szelídséggel szemben Gauguin személyiségének vadsága ölt alakot. „Az angyal és a bestia között, a szintetizmus és a primitivizmus között Gauguin annak a nagy emberi és művészi kalandnak a súlyát érzékelteti, amelynek megtapasztalására készül” – írta a képről a Musée d’Orsay.
A festmény először Daniel de Monfreid gyűjtemények része volt, majd 1902-től a párizsi Ambroise Vollard-galéria árulta. Egy évvel később Maurice Denis tulajdonába került. Örököseitől 1994-ben a Musée d'Orsay vásárolta meg Philippe Meyer és egy japán támogató anyagi segítségével.